# Abate Luigi
L'Abate Luigi (in dialetto romanesco Abbate Luiggi) è una delle sei statue parlanti di Roma.

## Storia e descrizione
La statua fu rinvenuta nel XVI secolo durante i lavori di posa delle fondamenta di Palazzo Vidoni Caffarelli, in un'area archeologica pertinente al Teatro di Pompeo; si ritiene che fosse una delle sculture che adornavano l'Hecatostylum, il "Portico dello Cento Colonne" situato subito dietro alla scaena dell'edificio. Fu originariamente esposta all'interno dello stesso palazzo; nel XIX secolo fu trasferita per un breve periodo nel cortile di Palazzo Chigi, per poi tornare a Palazzo Caffarelli-Vidoni, in una nicchia dello scalone monumentale. Dal 1924 si trova in piazza Vidoni, addossato al fianco della Basilica di Sant'Andrea della Valle e a breve distanza dal luogo in cui fu rinvenuta; tale collocazione è dunque molto prossima a quella originaria.
È una scultura di epoca tardo-romana, raffigurante probabilmente un alto magistrato con indosso una toga dall'elaborato panneggio. In mancanza di una precisa identificazione, il nomignolo gli è stato assegnato dalla fantasia popolare che, con la solita arguzia, trovava il personaggio particolarmente somigliante al sagrestano della vicina chiesa del Sudario, conosciuto appunto con quel nome.
Come le altre cinque è stata la “voce” di diverse pasquinate, le irriverenti e spesso violente satire anonime indirizzate ai personaggi pubblici della Roma del XIV e XV secolo. Di questa sua caratteristica loquacità letteraria è testimonianza l'iscrizione che si trova sulla base della statua:
Sebbene l'epigrafe richiami la sicurezza della nuova vita della statua, essa ha in realtà subìto diversi atti di vandalismo, spesso consistenti nella sua decapitazione. Proprio in occasione di una decapitazione avvenuta nel 1966 la statua parlò per l'ultima volta, con una pasquinata indirizzata all'ignoto vandalo:
O tu che m'arubbasti la capoccia
vedi d'ariportalla immantinente
sinnò, vòi véde? come fusse gnente
me manneno ar Governo. E ciò me scoccia.
A causa delle continue asportazioni della testa, già negli anni '70 del XX secolo la Soprintendenza archeologica di Roma fu costretta a farne un calco, adoperato nei decenni successivi per le operazioni di ripristino. In seguito all'ultimo atto vandalico nel 2013 si è deciso di non ripristinare più la testa: pertanto, allo stato attuale, l'Abate Luigi si presenta acefalo.